# سوسوكه أونو
سوسوكه أونو (باليابانية: 宇野 宗佑 أونو سوسوكه) (27 أغسطس 1922 - 19 مايو 1998) كان سياسي ياباني شغل منصب رئيس الوزراء الياباني الخامس والسبعين.

## روابط خارجية
- سوسوكه أونو على موقع الموسوعة البريطانية (الإنجليزية)
- سوسوكه أونو على موقع مونزينجر (الألمانية)